# یوهانا وانکا
یوهانا وانکا (انگلیسی: Johanna Wanka؛ زادهٔ ۱ آوریل ۱۹۵۱) یک سیاست‌مدار اهل آلمان است.